# 진위대
진위대(鎭衛隊)는 1895년(고종 32)에 설치한 한국 최초의 근대적인 지방 군대이다. 을미사변 이후 들어선 제4차 김홍집내각은 훈련대를 해산하고, 육군을 수도와 그 주변지역에는 친위대와 시위대, 지방에는 지방대와 진위대로 재편했다. 처음에는 전주와 평양에 1개의 대대씩 배치하고, 각 대대는 2개의 중대로 구성했다. 대한제국 때는 외세의 간섭을 막고 정권을 안정시키기 위해 진위대의 병력을 대폭 증강했다. 1900년에는 강화, 수원, 대구, 평양, 북청, 의주에 본부를 두는 6개 연대를 설치하고, 각 연대는 3개 대대, 각 대대는 5개 중대로 구성하여 약 20,000명의 병력을 갖추었고, 후에 제주에도 진위대를 신설했다.
그러나 1905년 일본이 러일전쟁에 승리한 뒤 진위대의 병력을 감축해, 총병력이 3,000명도 안 됐으며 그나마 1907년에는 중앙의 시위대를 해산한 뒤 진위대마저도 점차 해산해 나갔다. 이에 진위대 병사들은 해산령이 떨어지기 전에 먼저 의병투쟁에 합류하기도 하였다.

## 예하 부대
- 평양진위대
- 대구 지방대
- 수원 지방대